# Kazuma Kaya
Kazuma Kaya (født 19. november 1996 i Funabashi) er en japansk gymnast.
Ved sommer-OL 2020 i Tokyo, konkurrerede Kaya for Japan, et hold inklusive Kazuma Kaya, Kitazono Takeru Wataru og Tanigawa. Holdet vandt olympisk sølv med en samlet score på 262.397.